# Gymnastes (Gymnastes) dilatipes
Gymnastes (Gymnastes) dilatipes is een tweevleugelige uit de familie steltmuggen (Limoniidae). De soort komt voor in het Afrotropisch gebied.